# Fluoro-18
Il fluoro-18 è un radionuclide artificiale instabile del fluoro, con emivita di 110 minuti che è importante nell'industria radiofarmaceutica ed è usato in medicina nucleare per condurre esami di tomografia a emissione di positroni (PET ed anche CT-PET o SPECT-PET), per la sua caratteristica fondamentale di decadere principalmente (96,7%) per emissione di positroni, ovvero anti-elettroni e+ (decadimento beta+ e restante 3,3% cattura elettronica, entrambi i modi con emissione di neutrino) in seguito alla trasformazione di un protone in un neutrone, secondo lo schema: 18F → 18O + β+ + ν.
In natura è presente in tracce in quanto è prodotto dall'impatto dei raggi cosmici in atmosfera con nuclei di argon o dai protoni veloci contenuti in essi che impattano atomi di ossigeno: 18O + p → 18F + n.